# Château du Chalonge
Le château du Chalonge est situé à Trébédan en France.

## Localisation
Le château est situé sur la commune de Trébédan au lieu-dit de La Ville-Colas, dans le département des Côtes-d'Armor, dans la région Bretagne.

## Description
Le château se découvre de la route. Les bâtiments (logis, dépendances, orangerie, ferme) sont dus à Louis-Pierre-Marie de Lorgeril, né en 1744. La construction qui s'échelonne aux environs de 1785 n'était pas entièrement terminée à la Révolution. Le pigeonnier et la chapelle sont les vestiges d'une construction précédente. L'édifice est précédé d'une grande cour d'honneur fermée d'une grille et sa façade sud donne sur un jardin à la française limité par des douves.

## Historique
Le château est inscrit partiellement au titre des monuments historiques par arrêté du 20 décembre 1990.

## Protection
Éléments protégés : le château ; la chapelle ; le colombier ; la cour d'honneur avec sa grille ; le jardin à la française ; les douves ; les façades et toitures des dépendances, à l'exclusion de la ferme.